# Quartetto per archi n. 6 (Šostakovič)
Il Quartetto per archi n. 6 in sol maggiore, Op. 101, fu composto nel 1956 da Dmitrij Dmitrievič Šostakovič. Fu presentato per la prima volta dal Quartetto Beethoven ma non porta alcuna dedica. Il quartetto fu scritto a Komarovo, Russia. Il Quartetto Beethoven ha registrato questo lavoro sull'etichetta Mezhdunarodnaya Kniga.

## Struttura
Si compone di quattro movimenti:
- Allegretto
- Moderato con moto
- Lento (attacca)
- Lento — Allegretto

Il tempo di riproduzione è di circa 22-24 minuti.

## Analisi musicale
Il primo movimento Allegretto crea uno stato d'animo spensierato usando melodie della scuola materna. Il secondo movimento è una danza circolare allegra in mi bemolle maggiore, il terzo movimento una ciaccona in si bemolle minore. Il movimento finale conduce in un complesso Allegretto che mostra l'influenza sia della Suite Lirica di Alban Berg che di Metamorphosen di Richard Strauss. Il quartetto presenta anche l'unica apparizione verticale (come un accordo) del tema DSCH: le note re, mi bemolle, do e si naturale suonate allo stesso tempo. Questo accade alla cadenza alla fine di ogni movimento.